# Нестронно
Нестронно (пол. Niestronno, нім. Fichtenwalde) — село в Польщі, у гміні Моґільно Моґіленського повіту Куявсько-Поморського воєводства.
Населення — 303 особи (2011).
У 1975-1998 роках село належало до Бидгощського воєводства.

## Демографія
Демографічна структура станом на 31 березня 2011 року:
|          | Загалом | Допрацездатний вік | Працездатний вік | Постпрацездатний вік |
| -------- | ------- | ------------------ | ---------------- | -------------------- |
| Чоловіки | 154     | 47                 | 95               | 12                   |
| Жінки    | 149     | 29                 | 83               | 37                   |
| Разом    | 303     | 76                 | 178              | 49                   |